# Temple protestant de Saint-Sauvant
Le temple de Saint-Sauvant est un édifice religieux protestant situé à Saint-Sauvant, en Nouvelle-Aquitaine, France. La paroisse est membre de l'Église protestante unie de France.

## Histoire
Saint Sauvant, est une commune de la Vienne, fortement marquée au XVIe siècle par la Réforme protestante (Calviniste). Calvin vient à Poitiers et en Poitou en 1534. La commune a connu les dragonnades et autres faits tourmentés de la vie locale. Environ 250 cimetières familiaux sont présents dans les jardins des maisons et des fermes, témoignant des effets de la révocation de l'édit de Nantes sur la commune et ses habitants. 
L'édifice est inauguré le 30 septembre 1836. En 1836, les deux tiers des habitants de la commune de Saint-Sauvant sont protestants calvinistes. La construction du temple est un événement majeur pour les habitants qui ont dû cacher leur foi par delà les générations. 
D'après Guy Puaud, peut être que l'emplacement actuel du Temple aurait été un cimetière, peut être protestant, peut être avant 1685.  
Le Foyer Protestant qui jouxte le temple et qui témoigne également d'une vie protestante très active est lui inauguré en 1928. Sur sa façade est indiqué "Le Foyer Que ton reigne vienne Que ta volonté soit faite".
Le temple est membre de la paroisse de Lezay, rattachée à l'Église protestante unie de France.

## Description
Parmi les plus imposants du Poitou, ce très large bâtiment présente sur sa façade principale une grande porte centrale encadrée par deux piliers en relief. Un fronton couronne l'édifice, comme en est l'usage dans l'architecture classique des temples,. 